# 北美亚洲小姐竞选
北美亚洲小姐竞选（Miss Asia Pageant North America）是一个由北美亚洲小姐竞选委员会举办的独立的选美活动。2011年的竞选分赛区分别是：美国的纽约、波士顿、三藩市、芝加哥，和加拿大的温哥华和多伦多。2011年决赛在纽约上州的国中国——奥莱达王国Oneida Indian Nation举行。
1. ↑  http://www.missasiana.com/ （页面存档备份，存于） 官方网站
2. ↑  http://centralny.ynn.com/content/top_stories/542849/miss-asia-north-america-pageant-at-turning-stone/ （页面存档备份，存于） YNN 新闻网